# 梅薩維斯塔 (加利福尼亞州)
梅薩維斯塔（英語：Mesa Vista）是位於美國加利福尼亞州阿爾派恩縣的一個人口普查指定地區。

## 地理
梅薩維斯塔的座標為38°48′26″N 119°47′46″W / 38.80722°N 119.79611°W，而該地最高點為海拔高度1672米（即5486英尺）。

## 人口
根據2010年美國人口普查的數據，梅薩維斯塔的面積為12.627平方千米，當中陸地面積為12.627平方千米，而水域面積為0.000平方千米。當地共有人口200人，而人口密度為每平方千米15人。